# Charles Jencks

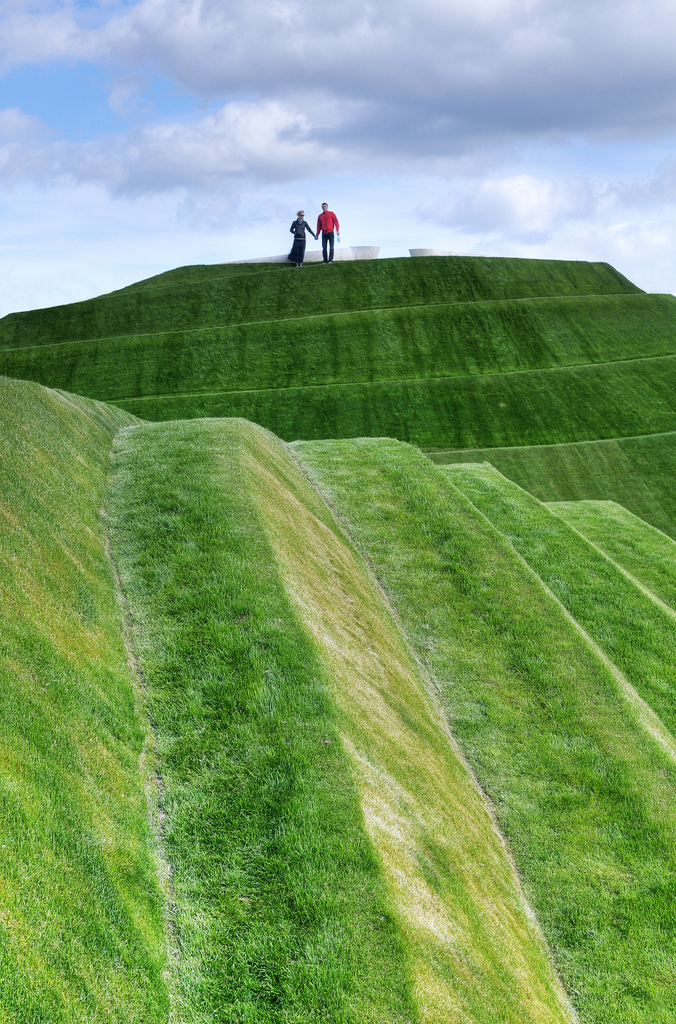
Charles Jencks

Charles Jencks (Baltimore, 21 de junio de 1939-Londres, 13 de octubre de 2019) fue un arquitecto paisajista, teórico e historiador de la arquitectura estadounidense. Sus libros sobre historia y crítica del movimiento moderno y posmodernismo han sido ampliamente leídos en los círculos arquitectónicos y también fuera de ellos.

## Biografía
Estudió literatura inglesa en la Universidad de Harvard, posteriormente obtuvo un MA en arquitectura en la Harvard Graduate School of Design en 1965. En 1970 obtiene un PhD en historia de la arquitectura del University College de Londres.

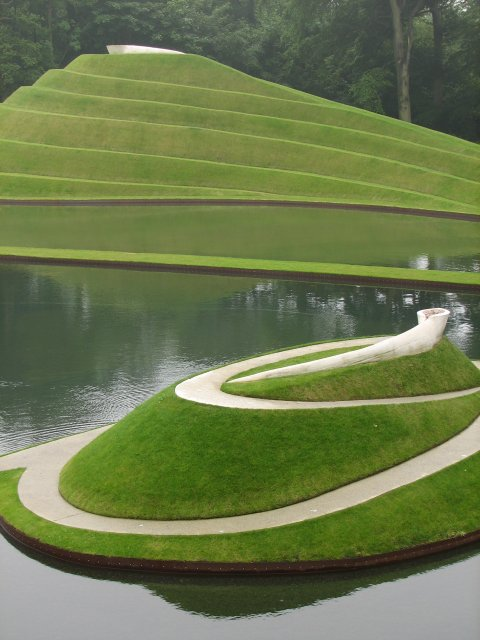
Jencks, Proyecto de Paisajismo "Cells of Life" en Edimburgo, Escocia.

En su obra "Modern Movements in Architecture" del año 1972 emplea un modo de observación orientado por el estilo inglés de ensayo literario y por el tono provocador del pop art, cuyas observaciones y conclusiones pueden ser tan perspicaces como inconsistentes.
Si bien no creó el término "posmoderno", su libro de 1977 "El lenguaje de la arquitectura posmoderna" se considera a menudo como el que popularizó el término en relación con la arquitectura. Jencks fue uno de los primeros en transponer el concepto de la posmodernidad, procedente de la crítica literaria a la arquitectura. En el primer apartado de la obra, titulado "La muerte de la arquitectura moderna", Jencks asegura la muerte de la modernidad en la arquitectura en el año 1972, año en que se derribó el conjunto de viviendas Pruitt-Igoe de San Luis (Misuri). Según Jencks se debió a la contradicción entre la arquitectura y los códigos arquitectónicos de los habitantes, pertenecientes a los sectores más vulnerables de la población.
A Jecks le importan exclusivamente las cuestiones estéticas. Emplea el concepto semiológico de "códigos" para criticar la "univalencia" y el "reduccionalismo elitista" de la arquitectura moderna y para postular una "ampliacióndel lenguaje arquitectónico en diferentes direcciones: hacia lo castizo, lo tradicional y hacia lo comercial". Critica la "forma univalente" de los edificios de Mies van der Rohe, cuya "gramática universal" significa un "desprecio universal por el lugar y la función". Del mismo modo critica la estética mecanisista de la arquitectura de los años sesenta y la creencia en un espíritu de los tiempos definido por máquinas y tecnología.
En el segundo apartado de la obra, Jencks analiza "las especies de la comunicación arquitectónica", intenta analizar la arquitectura como un sistema semántico: en primer lugar la forma arquitectónica aparece como una metáfora. El hombre considera al edificio siempre como una metáfora, que relaciona con sus experiencias.
En el tercer apartado, Jencks trata la nueva arquitectura posmoderna; encuentra sus pioneros en los movimientos que se vienen desarrollando desde los años cincuenta. Finalmente en las conclusiones, constata en la arquitectura posmoderna una tendencia "hacia lo misterioso, lo equívoco y lo sensual" donde se unen dos códigos, el popular y tradicional con el moderno, lleno de neologismos, tecnología, arte y moda.
Falleció el 14 de octubre a raíz de un cáncer que le aquejaba.